# Sun Fuming
Sun Fuming (en chino: 孫福明; Tieling, 14 de abril de 1974) es una deportista china que compitió en judo.
Participó en dos Juegos Olímpicos de Verano en los años 1996 y 2004, obteniendo dos medallas: oro en Atlanta 1996 y bronce en Atenas 2004. En los Juegos Asiáticos de 2002 consiguió una medalla de oro.
Ganó tres medallas en el Campeonato Mundial de Judo entre los años 1995 y 2003, y una medalla en el Campeonato Asiático de Judo de 2000.

## Palmarés internacional
| Juegos Olímpicos    | Juegos Olímpicos         | Juegos Olímpicos  | Juegos Olímpicos |
| Año                 | Lugar                    | Medalla           | Categoría        |
| ------------------- | ------------------------ | ----------------- | ---------------- |
| 1996                | Atlanta (Estados Unidos) | Medalla de oro    | +72 kg           |
| 2004                | Atenas (Grecia)          | Medalla de bronce | +78 kg           |
| Campeonato Mundial  |                          |                   |                  |
| Año                 | Lugar                    | Medalla           | Categoría        |
| 1995                | Chiba (Japón)            | Medalla de plata  | Abierta          |
| 1997                | París (Francia)          | Medalla de bronce | +72 kg           |
| 2003                | Osaka (Japón)            | Medalla de oro    | +78 kg           |
| Juegos Asiáticos    |                          |                   |                  |
| Año                 | Lugar                    | Medalla           | Categoría        |
| 2002                | Busan (Corea del Sur)    | Medalla de oro    | +78 kg           |
| Campeonato Asiático |                          |                   |                  |
| Año                 | Lugar                    | Medalla           | Categoría        |
| 2000                | Osaka (Japón)            | Medalla de oro    | Abierta          |